# 李风
李风（1918年7月10日—2010年7月6日），女，原名李凤，山东益都人，中华人民共和国政治人物。连任第一届全国人大代表、第二届全国人大代表、第三届全国人大代表。

## 生平
1936年考入青岛国立山东大学生物系。1937年2月加入了青岛中华民族解放先锋队山东大学支部。
1940年10月间，黄克诚率老八路两个旅到涟水以东，占领阜宁城，韩德勤部缩到淮安南部曹甸，东北军五十七军守车桥。淮安北部苏家嘴、横沟寺、顺河集一带都解放了。地委随主力部队到了东沟、益林，杨纯派李风去淮安筹建县委，1941年春任淮安县首任县委书记。在建设县、区政权的过程中，陆续掌握了百十条枪支，成立了淮安县武装大队，辖2个连，李风任政委，县长赵心权任大队长。直到1941年秋，主力部队三师七旅经常有一两个团驻在苏家嘴附近，对付国民党韩德勤等顽军进犯，县机关才改变了一日数迁的状况，稳定地驻在李大舍、高荡、大吉庄等地。1943年2月，随新四军第三师及盐阜区党委抽调的一批干部前往延安，入中央党校二部学习。
1945年任邓颖超秘书。1946年后任中共辽西省突泉中心县委民运部长，县委副书记，齐齐哈尔市委组织部副部长。 
中华人民共和国成立后，历任锦西化工厂厂长、大连的东北石油七厂厂长，石油学校校长、1954年调任北京石油学院副教育长、党委副书记、副院长。1962年任中共中央华北局文办科学处副处长、燃料化学工业部（后更名为石油化学工业部）炼化组副组长、石油工业部炼化司副司长等职。1983年离休。
1954年，当选第一届全国人民代表大会代表。后又连任第二、三届全国人大代表。2010年7月6日在北京逝世。全国第一届妇代会代表。

## 家人
- 父亲毕业于齐鲁大学数理专业，当了一辈子中学数学教员
- 母亲毕业于济南女子师范学校，当了一辈子小学音乐、美术教师